# Epidendrum anatipedium
Epidendrum anatipedium är en orkidéart som beskrevs av L.M.Sánchez och Eric Hágsater. Epidendrum anatipedium ingår i släktet Epidendrum och familjen orkidéer. Inga underarter finns listade i Catalogue of Life.